# Новоосетинская
Новоосе́тинская (осет. Мусгъæу) — станица в Моздокском районе Республики Северная Осетия — Алания. 
Административный центр муниципального образования «Ново-Осетинское сельское поселение».

## География
Станица Новоосетинская расположена на левом берегу реки Терек, в западной части Моздокского района. Находится в 20 км к юго-западу от районного центра Моздок и в 115 км к север-западу от города Владикавказ.
Граничит с землями населённых пунктов: Черноярская на западе и Павлодольская на востоке. На противоположном берегу реки расположено селение — Хамидие.
Населённый пункт расположен у приречной террасы на наклонной Кабардинской равнине в степной зоне республики. Рельеф местности преимущественно волнистый равнинный, со слабыми колебаниями высот. К северу от станицы тянутся бугристые возвышенности. К югу от станицы вдоль долины приречных лесов тянутся деградирующие кряжи. Средние высоты на территории муниципального образования составляют 155 метров над уровнем моря.
Долина реки Терек заняты густыми приречными лесами, затрудняющие подход к реке. В основном лес состоит из дуба, клёна, ясеня, верба и т.д.
Гидрографическая сеть представлена в основном рекой Терек. Река разливаясь у станицы образует несколько речных островов.
Климат влажный умеренный с жарким летом и прохладной зимой. Среднегодовая температура воздуха составляет +10,7°С. Температура воздуха в среднем колеблется от +23,5°С в июле, до -2,5°С в январе. Среднегодовое количество осадков составляет около 570 мм. Основное количество осадков выпадает в период с мая по июль. В конце лета часты суховеи, дующие территории Прикаспийской низменности.

## История
Населённый пункт основан в 1811 году переселенцами из горного дигорского села Мусгкау. Новое поселение было названо Ново-Осетинским, но в быту до сих пор сохранилось название — «Мусгкау».
До этого переселенцы проживали в долине реки Хазнидон, в селе «Мусгкау» (Каражаево). Дигорское население села было смешанным и состояло из мусульман и христиан. В начале XIX века в том селе была построена церковь и туда были присланы казаки и священник. Однако кабардинцы во главе с князьями Кайтукиными, разгромили церковь и изгнали казаков и священника с подведомственных им территорий.
В 1810 году мусукаовцы заявили российскому руководству о желании переселиться в среднее течение реки Терек, рядом с основанным ранее там осетинским селением Черноярская. В мае 1810 года специально выделенный конвой препроводил 266 душ масукауцев в Прохладненский карантин, откуда впоследствии они были перенаправлены в селение Черноярское.
Новоосетинское было основано в 1811 году в пяти верстах ниже Черноярского, однако процесс переселения мусукаувцев из Черноярского в Ново-Осетинское был затянут на несколько лет. Первоначально в новое селение были переселены христиане из села Мусгкау, однако впоследствии и остальное мусульманское население села переселилось в Ново-Осетинское.
В 1824 году селения Черноярское и Ново-Осетинское были преобразованы в станицы, а их жители были причислены к казакам. С этого времени казаки-осетины на равных со всеми терцами участвовали во всей деятельности Терского казачества. Здесь же скрывались и беглые осетины, бравших русские фамилии, чтобы скрыться от преследователей по кровной мести.
В 1912 году в станице Ново-Осетинской насчитывалось 2036 казаков и 8 иногородних. Однако после распада Российской империи и установлением советской власти, население станицы резко пошло на спад. Многие станичники были репрессированы в начале 1930-х годов.
В 1924 году станица включена в состав Терского округа Северо-Кавказского края.
В 1935 году при расформировании Северо-Кавказского края, станица Ново-Осетинская в составе Моздокского уезда была включена в состав Ставропольского края.
В 1944 году вместе с городом Моздок и его окрестностями на левом берегу реки Терек, станица была передана в состав Северо-Осетинской АССР. В том же году был образован Ново-Осетинский сельсовет куда были переданы населённые пункты Моздокского района лежащие к западу от станицы Ново-Осетинской.

## Население
| 2002 | 2010 | 2021 |
| ---- | ---- | ---- |
| 699  | ↘607 | ↗675 |

Национальный состав
По данным Всероссийской переписи населения 2010 года:
| Народ      | Численность, чел. | Доля от всего населения, % |
| ---------- | ----------------- | -------------------------- |
| осетины    | 239               | 39,4 %                     |
| кабардинцы | 184               | 30,3 %                     |
| русские    | 137               | 22,6 %                     |
| другие     | 47                | 7,7 %                      |
| всего      | 607               | 100 %                      |

## Образование
- Средняя общеобразовательная школа — ул. Гуржибекова, 24.
- Дошкольное образовательное учреждение № 19 — ул. Октябрьская, 116.

## Здравоохранение
- Участковая больница — ул. Октябрьская, 57.

## Экономика
В экономике села преобладает сельское хозяйство. В основном развиты производства зерновых и технических культур.
На территории села действуют несколько крупных крестьянско-фермерских хозяйств — Ир, Ираф и Фарн. Также функционирует агрокомплекс «Монолит».

## Улицы
Гуржибекова, Мира и Октябрьская.

## Известные уроженцы
- Бичерахов Георгий Федорович (1878—1920) — организатор выступления (1918) казаков Терека против советской власти.
- Бичерахов Лазарь Федорович (1882—1952) — генерал-майор русской армии, генерал-лейтенант английской армии.
- Гуржибеков Блашка Майрансауович (1868—1905) — первый дигорский поэт.
- Галаев Пётр Андреевич (1879—1918) — российский военачальник.
- Кужеев Владимир Петрович (1952) — советский и российский военачальник, генерал-майор.
- Агоев Константин Константинович (1889—1971) — генерал-майор Белой армии, участник Первой мировой войны и Гражданской войны в России.